# 张乐斌
张乐斌（1958年4月—），河南博爱县人，研究生学历，毕业于华中师范大学经济法专业。1977年8月参加工作，1983年12月加入中国共产党。先后任博爱县张茹集公社办公室干事、副乡长、中国共青团河南省博爱县县委书记、团中央青农部副部长、中国青少年发展服务中心党组成员、常务副主任兼全国青少年生态环境保护办公室主任等职务。
2003年2月－2004年9月任国家宗教事务局办公室副主任兼机关党委副书记、纪委书记，2004年9月－2010年5月任国家宗教事务局办公室主任，2010年5月－2015年10月任国家宗教事务局党组成员、副局长（排名在蒋坚永副局长之后，陈宗荣副局长之前）。2015年9月22日因涉嫌严重违纪被组织调查。2016年1月5日被双开，移送司法机关。据中国大陆媒体报道，张乐斌是原中共中央统战部部长令计划的下属。